# Olexesh
Olexesh, pseudonimo di Oleksij Kosarev (in ucraino Олексій Косарев?; Kiev, 25 febbraio 1988), è un rapper ucraino naturalizzato tedesco di origini bielorusse.

## Biografia
Olexesh ha fatto il suo debutto discografico con l'album in studio Nu eta da (2014), classificatosi nella top ten della Deutsche Albumchart e della Schweizer Hitparade. Il disco successivo Masta (2015) è arrivato nella top five tedesca e svizzera, mentre Makadam (2016) si è collocato alla 2ª posizione in Germania.
Il quarto LP, Rolexesh (2018), è finito in cima alla Ö3 Austria Top 40 e alla graduatoria tedesca. Augen Husky (2019) ha anch'esso raggiunto la top five nazionale. Ufos überm Block (2021) si è fermato al 17º posto, mentre Bratan (2022) si è posizionato 9º.
Nel gennaio 2024 è avvenuta la pubblicazione dell'ottavo LP Matador, che ha conquistato la 7ª posizione della classifica LP tedesca, apparendo all'11º posto in Svizzera e comparendo nella graduatoria austriaca. Augen Husky 2, uscito qualche mese più tardi, si è fermato alla 13ª posizione nella Deutsche Albumchart.

## Discografia

### Album in studio
- 2014 – Nu eta da
- 2015 – Masta
- 2016 – Makadam
- 2018 – Rolexesh
- 2019 – Augen Husky
- 2021 – Ufos überm Block (con gli Hell Yes)
- 2022 – Bratan
- 2024 – Matador
- 2024 – Augen Husky 2
- 2025 – Olexiy Kosarev

### Mixtape
- 2015 – Straßencocktail
- 2018 – Radioaktiv
- 2018 – Authentic Athletic 2

### Singoli
- 2011 – Deja Vu
- 2015 – Jumpen
- 2016 – Saftige Schluhas (feat. Blut & Kasse, Crackaveli & Emok)
- 2018 – Pisdapüt
- 2018 – Magisch (feat. Edin)
- 2019 – Kettensäge (con Berkan)
- 2019 – Nomer odin (feat. ZippO)
- 2019 – Barrio
- 2019 – Feuer (feat. Calo)
- 2019 – Ghettoboy (con Sandzo)
- 2019 – Abadi (con Kalazh44)
- 2019 – Hoe, Hoe, Hoe
- 2020 – Alles Prophezeit (con Luqe)
- 2020 – Wahrheit oder Lüge (con Kaïko e Mortel)
- 2020 – Quarantän (con gli Hell Yes)
- 2020 – Addoom (con Brudi030)
- 2020 – Gngstr
- 2020 – Click Click (con Manuellsen)
- 2020 – Déjàvus im Kopf
- 2020 – Letztes Mal (con Esther Graf)
- 2020 – Hinsetzen Anschnallen (con Celo & Abdi)
- 2020 – Kriminal
- 2020 – Nehm sie mit (con i Jugglerz)
- 2020 – NMI (con Chakal)
- 2020 – FN21 (con Celo & Abdi)
- 2021 – Icy (con Josi)
- 2021 – Shalom (con Al'ona Al'ona)
- 2021 – Block (con gli Hell Yes e Joker Bra)
- 2021 – Bei Nacht (con Neysii)
- 2021 – Rolling Loud (con Jalil)
- 2021 – Lila (con gli Hell Yes)
- 2021 – Geld (con gli Hell Yes)
- 2021 – Kill Kill (con gli Hell Yes e LX)
- 2021 – Nicht wie wir (con Twin)
- 2021 – Wer hat stoff (con gli Hell Yes)
- 2021 – Bra (con Chakal)
- 2021 – Heavy (con Kez)
- 2021 – Respekt (con Gamora)
- 2021 – Katastrof
- 2022 – Geschichten ausm Hof
- 2022 – UDSSR
- 2022 – Nifiga sebe
- 2022 – Zabor (con Krasnoe Derevo)
- 2022 – 100.000 (con O.G.)
- 2022 – Mama Ukraina Papa Russia
- 2022 – Kurwas & Schaschlik (con Zino e Malik Montana)
- 2022 – Durak
- 2022 – Spiel 77
- 2022 – Etwas werden
- 2022 – Gib mir was ab (con LX)
- 2022 – Karussell
- 2022 – Strassa
- 2022 – Maria Maria
- 2022 – Nachhause
- 2022 – 6AM (con Ajé e O.G.)
- 2022 – Heizung auf 10 (con Celo & Abdi, Schubi AKpella e Krime)
- 2022 – Gefährlich
- 2022 – Fahrstuhl
- 2022 – Kieef Kieef
- 2023 – Promises (con Izzy)
- 2023 – Matador
- 2023 – Nix zu tun (con Bonez MC e Gzuz)
- 2023 – Book of OL
- 2023 – Underrated
- 2023 – Gramm für Gramm (con Bonez MC)
- 2023 – 5 Sonnen
- 2023 – Mister O
- 2023 – Only with da Fam (con Ramo)
- 2023 – Ghetto (con Samra e Azad)
- 2023 – Baby Mamas
- 2023 – Amigo (con Veysel)
- 2023 – Darf ich mich vorstellen
- 2023 – Idéal Mannschaft (con Celo & Abdi, Nimo, Schubi AKpella e Krime)
- 2023 – All Eyez on Me (con Nimo)
- 2023 – Bin dabei
- 2023 – Ich feier den scheiss (con Ajé)
- 2024 – Schutzengel (con Mel)
- 2024 – Nach vorne (con Haaland936)
- 2024 – Poster
- 2024 – Pistoleta (con Ataypapi e Ilo 7araga)
- 2024 – Motorsport (con Ilo 7araga)
- 2024 – Mademoiselle (con Aymen)
- 2024 – Unbeschreiblich (con Moe Phoenix e DeeVoe)
- 2024 – Favela Type Beat
- 2024 – Harascho (con Liaze)
- 2024 – Yugo jebe dugo
- 2024 – Kickdown (con Lijpe, Ashafar e MB)
- 2024 – Fantasia (con Devito)
- 2024 – RSQ8
- 2024 – Durch die Nacht (con MB)
- 2024 – Gunshot (con Eno)
- 2024 – AK Makarow (con SadiQ)
- 2024 – Keine Farben (con Vokuz)
- 2024 – Bandog 2 (con Azad)
- 2024 – Mangocaramel (con Ataypapi)
- 2024 – Istanbul Almanya (con Tefo e Seko)
- 2025 – Ich werd Rapper
- 2025 – Wassereis
- 2025 – 64. Stock
- 2025 – Schüttel den Block (con Hanybal)
- 2025 – So High (con Saad)
- 2025 – Bunnies
- 2025 – OL im SL (con Amo)
- 2025 – Rosen im Beton (con Gini)
- 2025 – Baby Girl (con Shirak)